# 大地伸永
大地 伸永（だいち のぶなが、2001年2月26日 - ）は、日本の俳優。埼玉県出身。東宝芸能所属。

## 略歴・人物
小学4年生のころに、芸能界の裏舞台を特集したテレビ番組を観て興味が湧き、芸能界のことを具体的に知ってからは、仮面ライダーが好きで仮面ライダー俳優になりたいと思うようになる。2014年、東宝芸能が創立50周年を記念して開催した同事務所初の男性オーディション「東宝芸能創立50周年記念オーディション」にて井上雄太・七瀬公とともに合格。
2015年、大河ドラマ『花燃ゆ』出演で俳優デビュー。
趣味は音楽鑑賞・映画鑑賞・読書・筋トレ・スポーツ（ラグビー、バスケットボールほか）。特技は、スポーツ全般（ラグビー、水泳ほか）。
芸名「大地」の由来は地に足をつけ、地道に経験を積んで成長してほしいとの願いを込め、東宝芸能の増田憲義社長が命名した。

## 出演

### テレビドラマ
- 大河ドラマ 花燃ゆ 第21話（2015年5月24日、NHK総合） - 徳川家茂 役
- 朝が来る 第1話（2016年6月5日、東海テレビ・フジテレビ） - 巧 役
- 刑事7人 シーズン3 第4話（2017年8月2日、テレビ朝日） ‐ 吉原浩作（17歳） 役
- BORDER 衝動〜検視官・比嘉ミカ〜（2017年10月6日・13日、テレビ朝日） - 石田光 役
- さくらの親子丼（2017年10月7日 - 11月25日、東海テレビ・フジテレビ） - 九十九悠平 役
- アンナチュラル 第7話（2018年2月23日、TBS） - 澤田 役
- 科捜研の女（テレビ朝日）
  - Season17 第15話（2018年3月1日） - 石塚照夫 役
  - Season19 第14話（2019年8月22日） - 瀬田和真 役
- ラブリラン（2018年4月5日 - 6月7日、読売テレビ） - 鷺沢亮介（18歳） 役
- サイレント・ヴォイス 行動心理捜査官・楯岡絵麻 第5話（2018年11月3日、BSテレ東）
- 警視庁ゼロ係〜生活安全課なんでも相談室〜 SEASON4（テレビ東京） - 加倉井純 役
  - 第7話（2019年8月30日）
  - 最終話（2019年9月6日）
- 4分間のマリーゴールド 第2話（2019年10月18日、TBS）
- そろばん侍 風の市兵衛SP〜天空の鷹〜（2020年1月3日、NHK） - 案内人 役
- ウチの娘は、彼氏が出来ない!!（2021年1月13日 - 3月17日、日本テレビ） - ナオキ 役
- ドラゴン桜 第2シリーズ 最終話（2021年6月27日、TBS） - 平野 役
- ウルトラマンデッカー（2022年7月9日 - 2023年1月21日、テレビ東京） - リュウモンソウマ 役[5]
- リベンジ・スパイ（2025年7月5日 - 、テレビ朝日） - 高塔聖人 役[6]

### ウェブドラマ
- &美少女 NEXT GIRL meets Tokyo 第4話（2017年4月26日、FOD） - 垣内悠太 役[注 1]
- 恋愛ドラマな恋がしたい〜Kissing the tears away〜（2021年10月31日 - 12月16日、AbemaTV） - のぶなが 役
- TOKYO butterfly NIGHT（2025年4月10日、YouTube 他）[7] - 荻田一真 役[8]
- 最弱の転校生（2025年7月22日、DMM TV） - 猪瀬晶 役[9]

### 映画
- 累 -かさね-（2018年9月7日、東宝）
- こども食堂にて（2018年9月29日、Sunshine） - 幸多 役
- 惡の華（2019年9月27日、ファントム・フィルム）
- ブレイブ 群青戦記（2021年3月12日、東宝） - 柏田純平 役
- ウルトラマンデッカー最終章 旅立ちの彼方へ…（2023年2月23日）[10] - リュウモンソウマ 役

### CM
- HIS 学生旅行 WEB広告
- SoftBank 卒業編
- サントリー緑茶伊右衛門 秋の味

### 玩具
- ウルトラマンデッカー ウルトラディーフラッシャー -MEMORIAL EDITION-（2023年7月）